# Mangualde, Mesquitela e Cunha Alta
Mangualde, Mesquitela e Cunha Alta (oficialmente: União das Freguesias de Mangualde, Mesquitela e Cunha Alta) é uma freguesia portuguesa do município de Mangualde, com 46,25 km² de área e 9858 habitantes (censo de 2021). A sua densidade populacional é 213,1 hab./km².

## História
Foi criada aquando da reorganização administrativa de 2012/2013,  resultando da agregação das antigas freguesias de Mangualde, Mesquitela e Cunha Alta.

## Demografia
A população registada nos censos foi:
| Distribuição da População por Grupos Etários | Distribuição da População por Grupos Etários | Distribuição da População por Grupos Etários | Distribuição da População por Grupos Etários | Distribuição da População por Grupos Etários | Distribuição da População por Grupos Etários |
| -------------------------------------------- | -------------------------------------------- | -------------------------------------------- | -------------------------------------------- | -------------------------------------------- | -------------------------------------------- |
| Antes da agregação                           |                                              |                                              |                                              |                                              |                                              |
| Ano                                          | 0-14 anos                                    | 15-24 anos                                   | 25-64 anos                                   | >= 65 anos                                   | Total                                        |
| 2001                                         | 1658                                         | 1529                                         | 5119                                         | 1763                                         | 10069                                        |
| 2011                                         | 1531                                         | 1158                                         | 5652                                         | 2066                                         | 10407                                        |
| Após a agregação                             |                                              |                                              |                                              |                                              |                                              |
| Ano                                          | 0-14 anos                                    | 15-24 anos                                   | 25-64 anos                                   | >= 65 anos                                   | Total                                        |
| 2021                                         | 1210                                         | 1065                                         | 4994                                         | 2589                                         | 9858                                         |